# 阜宁南站
阜宁南站位于中华人民共和国江苏省盐城市阜宁县益林镇，是徐盐客运专线上的一座车站，于2019年12月16日开通运营。车站总建筑面积13614平米，站房面积8000平米。车站西侧设阜宁南综合维修工区。

## 历史
- 2019年4月28日，车站主体结构全部封顶。[3]
- 2019年12月16日，车站开通运营。[1]

## 接驳交通
- 公交：高铁阜宁南站
- 长途客运：阜宁汽车客运南站